# Чинчилла (Пенсільванія)
Чинчилла (англ. Chinchilla) — переписна місцевість (CDP) в США, в окрузі Лекаванна штату Пенсільванія. Населення — 1959 осіб (2020).

## Географія
Чинчилла розташована за координатами 41°29′8″ пн. ш. 75°40′0″ зх. д. / 41.48556° пн. ш. 75.66667° зх. д. (41.485677, -75.666725).  За даними Бюро перепису населення США в 2010 році переписна місцевість мала площу 6,68 км², з яких 6,47 км² — суходіл та 0,21 км² — водойми.

## Демографія
Згідно з переписом 2010 року, у переписній місцевості мешкало 2098 осіб у 879 домогосподарствах у складі 604 родин. Густота населення становила 314 осіб/км².  Було 936 помешкань (140/км²).
Расовий склад населення:
| - 96,9 % — білих - 1,2 % — азіатів - 0,5 % — чорних або афроамериканців - 0,1 % — вихідців з тихоокеанських островів - 0,1 % — корінних американців |

До двох чи більше рас належало 0,7 %. Частка іспаномовних становила 1,3 % від усіх жителів.
За віковим діапазоном населення розподілялося таким чином: 20,0 % — особи молодші 18 років, 61,1 % — особи у віці 18—64 років, 18,9 % — особи у віці 65 років та старші. Медіана віку мешканця становила 46,9 року. На 100 осіб жіночої статі у переписній місцевості припадало 91,4 чоловіків;  на 100 жінок у віці від 18 років та старших — 90,8 чоловіків також старших 18 років.
Середній дохід на одне домашнє господарство  становив 81 400 доларів США (медіана — 50 441), а середній дохід на одну сім'ю — 122 616 доларів (медіана — 93 854). За межею бідності перебувало 8,3 % осіб, у тому числі 9,1 % дітей у віці до 18 років та 4,2 % осіб у віці 65 років та старших.
Цивільне працевлаштоване населення становило 1164 особи. Основні галузі зайнятості: освіта, охорона здоров'я та соціальна допомога — 22,8 %, науковці, спеціалісти, менеджери — 11,6 %, роздрібна торгівля — 10,8 %, публічна адміністрація — 10,7 %.